# Slot Burg
Slot Burg (Duits: Schloss Burg of Schloss Burg an der Wupper) is een kasteel in Burg an der Wupper, een stadsdeel van de Duitse stad Solingen. Het slot werd gebouwd in de twaalfde eeuw en was tijdens de hoge middeleeuwen de zetel van de graven van Berg. Aan het einde van de negentiende eeuw was het kasteel vervallen tot een ruïne, maar het werd vanaf 1892 weer hersteld. Het is de grootste gereconstrueerde burcht van Noordrijn-Westfalen.

## Beschrijving
Slot Burg ligt op een steile bergrug boven de rivier de Wupper. Aan de bergkant, in het oosten, werd het kasteel beschermd door een schildmuur met een gracht, die inmiddels volgestort is. Achter de muur lag een toren, een bergfried. Vastgebouwd aan de noordelijke ringmuur bevond zich het woongebouw, waarvan alleen nog de fundamenten bewaard zijn gebleven. Aan de dalkant bevindt zich een zaalbouw van twee verdiepingen uit de dertiende eeuw, en aan de zuidkant het kapelgedeelte.

## Geschiedenis
Slot Burg werd in 1130 gebouwd door graaf Adolf II van Berg. Vanaf 1133, toen het oude stamkasteel van het Huis Berg aan een Cisterciënzerklooster werd gegeven, zetelden de graven van Berg in Slot Burg. Dat bleef zo totdat het Graafschap Berg in 1380 tot hertogdom werd verheven en hertog Willem I zijn residentie naar Düsseldorf verplaatste. Daarna werd het kasteel nog als jachtslot gebruikt.
Tijdens de Gulik-Kleefse Successieoorlog en de Dertigjarige Oorlog raakte het kasteel zwaar beschadigd. Op een ets uit 1715 is de bergfried al niet meer te zien. Tot 1807 werd het kasteel nog voor administratieve doeleinden door het Hertogdom Berg gebruikt, maar toen werd het verlaten. Daarna deed de zaalbouw nog tijdelijk dienst als dekenfabriek en schuur. Aan het einde van de negentiende eeuw was het kasteel een ruïne geworden.
In 1887 werd een vereniging opgericht met als doel het slot weer op te bouwen en er een museum over de geschiedenis van het Bergse land in te vestigen. Onder leiding van de architect Gerhard August Fischer, die ervoor vooral als kerkenarchitect had gewerkt, werd in 1892 met de bouw begonnen. Nadat in 1902 de nieuw gebouwde toren was ingestort, zetten andere architecten Fischers werk voort. Tijdens de Eerste Wereldoorlog werden de werkzaamheden grotendeels onderbroken. In 1920 brandden de zolderverdiepingen van verschillende gebouwen af, waarbij de gehele collectie van het daarin gevestigde museum in rook opging. Met de bouw van een batterijtoren op de plek van een veel kleinere hoektoren werden de werkzaamheden in 1925 afgesloten.